# 寂光院 (桐生市)
寂光院（じゃっこういん）は、群馬県桐生市西久方町二丁目にある日蓮宗の寺院である。山号は経王山（きょうおうざん）。本尊は釈迦如来。旧本山は、池上本門寺。池上・芳師法縁。
桐生市街地の西北部、かつての桐生陣屋の跡地にあり、山手通りに面している。南は円満寺、北は妙音寺に隣接する。

## 歴史
寂光院の前身にあたる寂光庵は、文化11年（1814年）に新居善右ヱ門を中心として創建された。寂光庵は下久方村押出（現在の天神町二丁目）にあったが、明治13年（1880年）に新居日薩によって、現在地に移転し寂光院となった。
明治24年（1891年）11月に、東浅草千束町の鷲大明神を鎮守社として勧請した。毎年11月の酉の日に酉の市が行われる。

## 関連資料
- 日蓮宗寺院大鑑編集委員会『宗祖第七百遠忌記念出版 日蓮宗寺院大鑑』大本山池上本門寺 (1981年)